# Districtul Gyál
Gyál (în maghiară Gyáli járás) este un district în județul Pest, Ungaria.
Districtul are o suprafață de 170,99 km2 și o populație de 40.309 locuitori (2013).